# Суперкубок Південної Кореї з футболу 2000
Суперкубок Південної Кореї з футболу 2000 — 2-й розіграш турніру. Матч відбувся 12 березня 2000 року між чемпіоном Південної Кореї клубом Сувон Самсунг Блювінгз та володарем кубка Південної Кореї клубом Соннам Ільва Чунма.
| Володар Суперкубка Південної Кореї 2000 |
| --------------------------------------- |
|                                         |
| Сувон Самсунг Блювінгз Другий титул     |

## Матч

### Деталі
| 12 березня 2000 |

| Сувон Самсунг Блювінгз | 0:0 пен. 5:4 | Соннам Ільва Чунма |
| ---------------------- | ------------ | ------------------ |
|                        |              |                    |

| Стадіон Чемпіонату світу, Сувон Глядачів: 20 118 |